# 임수생
임수생(林秀生, 1944년 1월 5일 ~ 2016년 3월 5일)은 대한민국의 언론인, 시인이다. 부산시인협회 회장을 역임했다. 그는 군사독재와 민주 투쟁 그리고 온 시대를 아우러는 실천정신에 뿌리를 둔 시인으로 평가된다.

## 생애
그는 1940년 1월 5일 부산에서 출생했다. 음력으로는 1939년 11월 26일생이다. 그는 자라면서 부모의 사상문제로 정보기관의 모진 구박과 탄압에 시달렸다. 공산주의자였던 그의 아버지는 감옥을 오가며 결국 6·25가 일어나기 1여년 전부터 행방불명이 되어버렸다. 또한 그의 어머니도 사상범으로 감옥을 오가며 자나깨나 민족통일을 열망하다가 그 뜻을 이루지 못하고 2001년 9월 27일 한많은 삶을 83세로 마감했다. 
그는 시를 정의함에 있어서 하승무 시인과의 대담에서 피력하기를 "시는 동시대의 삶의 표현이며 역사의 증언임과 동시에 역사의 기록이다"고 라고 했다. 그는 1959년 11월에서 1961년 9월에 절쳐 자유문학에 <대화> <미스 강에의 연가> <동양철학초>로 추천을 완료했다.  1959년 10월을 시작으로 『형벌』『'깨꽃, 그 진한 빛깔의 철학』등 8권의 시집과 산문집 1권을 출간했다. 시집이 출간될 때마다 그는 여러 국가 정보기관으로부터 번번하 조사를 받는 등 혹독한 시달림을 당하기도 했다. 그럼에도 불구하고 그는 조국통일과 언론자유를 부르짖는 시를 쓰면서 민주화 투쟁에 적극 참여해 왔던 것이다.
1960년 4·19혁명 때는 부산에서 맨몸으로 부정한 권력에 저항했고, 1979년 10월항쟁 때는 국제신문 기자로 재직하면서 항쟁의 대열에 섰다. 1987년 6월항쟁, 1991년 5월항쟁 때는 부산일보 기자로 투쟁에 나섰다. 1989년에는 뜻있는 동지들끼리 힘을 합쳐 부마민주항쟁기념사업회를 결성하고 송기인 신부와 함께 공동회장을 맡아 부산지역 민주화 단체를 이끌었다. 1988년 7월에는 1980년 언론사통폐합조치 이후 국제신문에서 부산일보로 자리를 옮겨 기자로 근무하면서 격시 < 연필은 총칼 앞에 굴하지 않는다>를 부산일보 노동조합쟁의특보에 실어 한국언론사상 최초의 언론자유와 편집권 독립을 요구하며 전면파업에 돌입하는데 주도적 역할을 했다. 이 투쟁은 6일만에 우리의 승리로 막을 내렸다. 
그는 천주교인으로 한 평생을 하나님 앞에 정의가 무엇인지를 깨달았고 이를 실천하고자 살아 있는 실천문학의 시대에 투쟁으로 현실참여하는 직설적인 시어로 시를 써내었으며 그는 정치적 이데올로기에 따라 문학을 지향하지 않고 오직 민족을 향한 역사철학과 혁명철학으로 문단민족의 이데올로기를 거부하는 시대정신과 실천정신에 그 뿌리를 두고 시창작을 했왔다. 그는 2015년에 말기 폐암 진단을 받고 6개월 후인 향년 76세의 일기로 이듬해인 3월 5일에 생을 마감했다.

## 학력
- 경남 하동군 고전면 고전초등학교 졸업(1952.3)
- 경남 하동군 진교면 진교중학교 졸업(1955.3)
- 부산 동아고등학교 졸업(1958.3)
- 서라벌예술대학 문창과 수료(1962.3)

## 등단
- 부산·경남 한글날백일장 대학 일반부 장원 <지붕>(1959.10.9)
- 자유문학 시부 천료 등단 <대화>(1959.11), <미스 강에의 연가>(60.4), <동양철학초>(61.9)
- 경향신문 신춘문예 시부 가작 <일등항해사>(1966.1.1)
- 조선일보 신춘문예 시부 가작 < 임진강 딸기>(1971.1.1)

## 수상
- 제32회 부산시 문화상(문학부문)
- 제5회 부산시인협회 문학상 본상

## 저서
- 첫시집『형벌』(정토문화사)
- 제2시집『깨꽃, 그 진한 빛깔의 철학』(일중사)
- 제3시집『절실함은 무엇인가』(빛남)
- 제4시집『혁명철학』(빛남)
- 제5시집『진달래꽃 한아름 보듬고서』(지평)
- 제6시집『개망나니들의 노래』(푸른별)
- 첫산문집『인터넷시대의 통일문학과 환경』(푸른별)
- 제7시집『바람아 구름아 새들아』(푸른별)
- 제8시집『사람이랑 꽃이랑 하나가 되어』(푸른별)

## 경력
- 「신어」동인 (1965.5.20)
- 신시60주년기념시화전 <1968> 주도(부산시인청년회 회장) (1968.2.19~68.2.26)
- 부산문인협회 이사 (1973.1~82.12.17)
- 부산시인협회(가칭) 회원 (1974.2.13~74.12.20)
- 「남부의 시」회원 (1974.10.19)
- 부산시인협회 창립총회 회원 (1975.6.10~78.2.28)
- 국제신문 기자 (1978.2.24~80.11.25)
- 부산일보 기자 (1980.12.1~90.6.13)
- 「시와 자유」동인 (1982.8.24)
- 부산문인협회 사무국장·부산예총 간사 (1982.12.17~85.3.6)
- 부산문인협회 이사 겸 시분과 위원장 (1985.3.6~87.2.27)
- 5·7문학협의회 운영위원 (1985.5.7~86.7.1)
- 5·7문학협의회 회장 (1986.7.1~87.12.11)
- 자유실천문인협의회 회원 (1986.7.1~87.9.17)
- 청천문학동문회 회장 (1987.8.16)
- 민족문학작가회의 회원 (1987.9.17)
- 부산민족문학인협의회 특별위원회위원장 겸 상임이사 (1988.1.22~93.9.7)
- 한국민예총 회원 (1988.12.23)
- 부산문인협회 부회장 (1989.3.18~92.2.23)
- 부마민주항쟁기념사업회 발기인 (1989.7.25)
- 부마민주항쟁기념사업회 창립회원 (1989.8.28)
- 동아고 동창회보 편집위원장 (1990.1.1~95.12.31)
- 계간 <문학의 세계> 편집위원 (1990.1.1~95.12.31)
- 부마민주항쟁기념사업회 공동회장 (1990.3.28~93.10.26)
- 국제신문 편집부 차장 (1990.6.20~93.10.29)
- 국제신문 동아고 동문회 회장 (1990.11.8~97.8.31)
- 부산문인협회 시분과 위원장 (1992.2.23~95.1.17)
- 민족문학작가회의 이사 (1993.1.16~96.3.23)
- 부산민족문학인협의회 부회장 (1993.9.7~96.11.21)
- (사)부마민주항쟁기념사업회 이사 (1993.10.16~00.10.16)
- 국제신문 편집국 기획특집부장 (1993.10.29~94.5.19)
- 국제신문 편집국 문화부장 (1994.5.19~95.5.4)
- 국제문화센터 개관기념 부산미술50년전 운영위원 (1994.6.2)
- 국제신문 편집국 독자여론부장 (1995.5.4~95.12.23)
- 부산금정구문인협회 회장 (1995.12.20~2006.3.31)
- 국제신문 논설위원 (1995.12.23~96.5.15)
- 민족문학작가회의 자문위원 겸 시분과 지도위원 (1996.3.23~98.3.7)
- 국제신문 심의위원 (1996.5.15~96.12.16)
- 국제신문 사사편찬위원 (1996.12.16~97.8.13)
- 부산시문화상수상자회 이사 (2000.8.30~04.12.31)
- 부산금정구문화예술인협의회 회장 (2002.8.20~05.9.12)
- 부산시인협회 회장 (2003.2.25~05.2.28)

## 참고 문헌
- 시인 임수생 선생을 추억하며(하승무, 2017. 12. 1)
- 임수생 시집 <혁명철학>(빛남 1994. 12. 15)